# Biebrich, Rhein-Lahn
Biebrich là một xã thuộc huyện Rhein-Lahn, bang Rheinland-Pfalz, phía tây nước Đức. Xã này có diện tích 3,45 km², dân số thời điểm ngày 31 tháng 12 năm 2006 là 362 người.